# Mark Strickland
Mark Strickland (Atlanta, 14 luglio 1970) è un ex cestista e allenatore di pallacanestro statunitense, professionista nella NBA, in Europa, Cina e Libano.

## Palmarès
- Campione CBA (2006)
- All-USBL Second Team (1996)
- 2 volte USBL All-Defensive Team (1994, 1996)
- Miglior stoppatore USBL (1996)